# 幻方

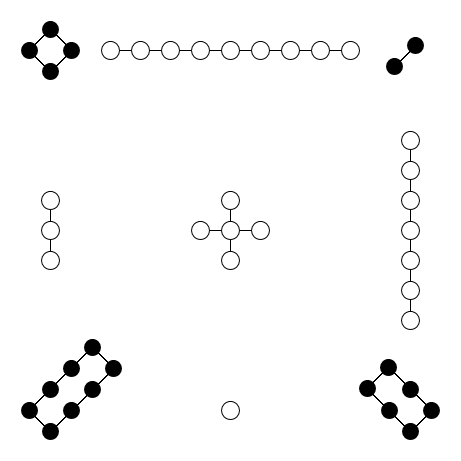
洛書（九数图），朱熹《周易本義》

幻方，有时又称魔术方阵（其简称“魔方”现一般指立方体的魔術方塊）或纵横图，由一组排放在正方形中的整数组成，其每行、每列以及每一条主对角线的和均相等。通常幻方由从{\displaystyle 1}到{\displaystyle N^{2}}的连续整数组成，其中{\displaystyle N}为正方形的行或列的数目。因此{\displaystyle N}阶幻方有{\displaystyle N}行{\displaystyle N}列，并且所填充的数为从{\displaystyle 1}到{\displaystyle N^{2}}。
幻方可以使用{\displaystyle N}阶方阵来表示，方阵的每行、每列以及两条对角线的和都等于常数{\displaystyle M_{2}(N)}，如果填充数为{\displaystyle 1,2,\dots ,N^{2}}，那么有
{\displaystyle M_{2}(N)={\frac {N(N^{2}+1)}{2}}}

## 幻方简史
《繫辭》云：「河出圖，洛出書，聖人則之。」在宋朝之前，洛書的記述只有文字。
九宮圖實物最早發現於西漢，1977年中國考古學家在安徽阜陽縣雙古堆西漢古墓中發現漢文帝七年（前173年）的太乙九宮占盤，乃是中國漢代幻方的實物。東漢《數術記遺》也有記載。
後來陳摶以降認為河圖洛書的洛書代表九宫图，為{\displaystyle 1,\dots ,9}这{\displaystyle 9}个数，而{\displaystyle 3}行、{\displaystyle 3}列以及两对角线上各自的数之和均为15。

## 杨辉纵横图

杨辉纵横图

南宋数学家杨辉著《续古摘奇算法》把类似于九宫图的图形命名为纵横图，书中列举3、4、5、6、7、8、9、10阶幻方。其中所述三阶幻方构造法：“九子斜排，上下对易，左右相更，四维挺出，戴九履一，左三右七，二四为肩，六八为足”，比法国数学家Claude Gaspar Bachet提出的方法早三百余年。

## 构造法
根据构造方法的不同，幻方可以分成三类：奇数阶幻方、{\displaystyle 4k}阶幻方和{\displaystyle 4k+2}阶幻方，其中{\displaystyle M}为自然数，{\displaystyle 2}阶幻方不存在。幻方构造法主要有：连续摆数法、阶梯法（楼梯法）、奇偶数分开的菱形法、对称法、对角线法、比例放大法、斯特雷奇法、LUX法、拉伊尔法（基方、根方合成法）、镶边法、相乘法、幻方模式等。

### 奇数阶幻方构造法

#### 右斜角降位法1
假設要建構n階幻方，n為奇數。
1. 先在第一橫列中央的方格填入1。
2. 向右上方的格子推進，依次填入2、3、4、…、n2，若超過方陣框外，則將數字填入到該橫列或該直行的相對位置。
3. 若右上方的格子已有數字，則將數字填入下面的格子中。

以下图{\displaystyle 5}阶幻方为例，{\displaystyle 1}填写在{\displaystyle (1,3)}（第一行第三列）的位置上；{\displaystyle 2}应当填写在其右上方格即{\displaystyle (0,4)}中，由于{\displaystyle (0,4)}超出顶边界，所以从最底行进入，即{\displaystyle (5,4)}；{\displaystyle 3}填写在{\displaystyle (5,4)}的右上方格{\displaystyle (4,5)}中；{\displaystyle 4}填写在{\displaystyle (4,5)}的右上方格{\displaystyle (3,6)}中，由于{\displaystyle (3,6)}超出右边界，所以从最左列进入，即{\displaystyle (3,1)}；{\displaystyle 5}填写在{\displaystyle (3,1)}的右上方格{\displaystyle (2,2)}中；{\displaystyle 6}应该填写的方格{\displaystyle (1,3)}已经被{\displaystyle 1}所占据，因此填写在{\displaystyle (2,2)}的正下方格{\displaystyle (3,2)}中；按照上面的步骤直到所有数填入。
| {\displaystyle {\begin{bmatrix}8&1&6\\3&5&7\\4&9&2\\\end{bmatrix}}} | {\displaystyle {\begin{bmatrix}17&24&1&8&15\\23&5&7&14&16\\4&6&13&20&22\\10&12&19&21&3\\11&18&25&2&9\end{bmatrix}}} | {\displaystyle {\begin{bmatrix}47&58&69&80&1&12&23&34&45\\57&68&79&9&11&22&33&44&46\\67&78&8&10&21&32&43&54&56\\77&7&18&20&31&42&53&55&66\\6&17&19&30&41&52&63&65&76\\16&27&29&40&51&62&64&75&5\\26&28&39&50&61&72&74&4&15\\36&38&49&60&71&73&3&14&25\\37&48&59&70&81&2&13&24&35\end{bmatrix}}} |
| {\displaystyle 3}阶                                                 | {\displaystyle 5}阶                                                                                                 | {\displaystyle 9}阶 |

魔方阵不是唯一的，比如5阶魔方阵还可以是：
| {\displaystyle {\begin{bmatrix}15&6&19&2&23\\16&12&25&8&4\\9&5&13&21&17\\22&18&1&14&10\\3&24&7&20&11\end{bmatrix}}} |
| {\displaystyle 5}阶                                                                                                 |

#### 右斜角降位法2
假設要建構n階幻方，n為奇數。
1. 先在第一橫列中央的方格填入1。
2. 向「右(n-1)/2格、上(n-1)/2格」的格子推進，依次填入2、3、4、…、n2，若超過方陣框外，則將數字填入到該橫列或該直行的相對位置。
3. 若右上方的格子已有數字，則將數字填入下面的格子中。

#### 右斜角升位法
假設要建構n階幻方，n為奇數。
1. 先在中央格的正上方一格的方格填入1。
2. 向右上方的格子推進，依次填入2、3、4、…、n2，若超過方陣框外，則將數字填入到該橫列或該直行的相對位置。
3. 若右上方的格子已有數字，則將數字填入上面兩格的格子中。

#### 菱形法
假設要建構n階幻方，n為奇數。
1. 先以對角線為兩邊，做一個包含n階方陣的菱形方陣，此方陣總共有2n2-2n+1（第n個中心正方形數）個格子。
2. 從這個菱形方陣中的最上方的尖端格子，由左上往右下，再由右上往左下，依次填入1、2、3、4、…、n2。
3. 將原先方陣上側外的格子向下平行移動n格，填入原方陣的空格處，相同的步驟，若格子是在下側，往上移，若格子是在左側，往右移，若格子是在右側，往左移。

### 偶数阶幻方构造法

#### 4k阶幻方构造法

##### 消去對角線法
1. 將1、2、3、4、…、n2由上到下、再由左到右，依次填入。
2. 將方陣以四階方陣為單位分割（可分割成n2個四階方陣），然後在每個四階方陣中，對角線上的數字擦掉。
3. 把擦掉的數字由大的數開始，由上到下、再由左到右，依次填入。

##### 保留對角線法
假設要建構n階幻方，n為4的倍數。
1. 將1、2、3、4、…、n2由上到下、再由左到右，依次填入。
2. 將方陣以四階方陣為單位分割（可分割成n2個四階方陣），然後在每個四階方陣中，不在對角線上的數字擦掉。
3. 把擦掉的數字由大的數開始，由上到下、再由左到右，依次填入。

如4阶幻方的排列法：

{\displaystyle {\begin{bmatrix}1&2&3&4\\5&6&7&8\\9&10&11&12\\13&14&15&16\end{bmatrix}}}

按如上图排列好，再将非主副对角线上的各个数关于中心对调，即成下图：

{\displaystyle {\begin{bmatrix}1&15&14&4\\12&6&7&9\\8&10&11&5\\13&3&2&16\end{bmatrix}}}

八阶幻方构造如下

{\displaystyle \left[{\begin{array}{cccc|cccc}\diagdown &\bigstar &\bigstar &\diagup &\diagdown &\bigstar &\bigstar &\diagup \\\bigstar &\diagdown &\diagup &\bigstar &\bigstar &\diagdown &\diagup &\bigstar \\\bigstar &\diagup &\diagdown &\bigstar &\bigstar &\diagup &\diagdown &\bigstar \\\diagup &\bigstar &\bigstar &\diagdown &\diagup &\bigstar &\bigstar &\diagdown \\\hline \diagdown &\bigstar &\bigstar &\diagup &\diagdown &\bigstar &\bigstar &\diagup \\\bigstar &\diagdown &\diagup &\bigstar &\bigstar &\diagdown &\diagup &\bigstar \\\bigstar &\diagup &\diagdown &\bigstar &\bigstar &\diagup &\diagdown &\bigstar \\\diagup &\bigstar &\bigstar &\diagdown &\diagup &\bigstar &\bigstar &\diagdown \\\end{array}}\right]}

即：

{\displaystyle {\begin{bmatrix}1&63&62&4&5&59&58&8\\56&10&11&53&52&14&15&49\\48&18&19&45&44&22&23&41\\25&39&38&28&29&35&34&32\\33&31&30&36&37&27&26&40\\24&42&43&21&20&46&47&17\\16&50&51&13&12&54&55&9\\57&7&6&60&61&3&2&64\end{bmatrix}}}

#### 4k+2阶幻方构造法

##### LUX法
在(4M+2)×(4M+2）個方格的適當格點上，先排出2M+1階的幻方。在前M+1行的格點，全部標上「L」；在第M+1行的中間格點標上「U」，其余格點標上「L」；在第M+2行的中间格點標上「L」，其余格點標上「U」；在餘下的M-1行的格點全部標上「X」。將格點上的數乘以4再減4，再按下面的規則加上1至4其中一個數，填入對應的格上：
```
 4 1    1 4    1 4
  L      U      X
 2 3    2 3    3 2
```

例子：
```
[ 68  65  96  93   4   1  32  29  60  57 ]
   17L     24L      1L      8L     15L
[ 66  67  94  95   2   3  30  31  58  59 ]

[ 92  89  20  17  28  25  56  53  64  61 ]
   23L      5L      7L     14L     16L
[ 90  91  18  19  26  27  54  55  62  63 ]

[ 16  13  24  21  49  52  80  77  88  85 ]
    4L      6L     13U     20L     22L
[ 14  15  22  23  50  51  78  79  86  87 ]

[ 37  40  45  48  76  73  81  84  9   12 ]
   10U     12U     19L     21U      3U
[ 38  39  46  47  74  75  82  83  10  11 ]

[ 41  44  69  72  97  100  5  8   33  36 ]
   11X     18X     25X      2X      9X
[ 43  42  71  70  99  98   7  6   35  34 ]

```

### 任何階數的幻方都適用的構造法

#### 艾歆緹雅法
此方法可用來建構任何階數的幻方，當要建構n階幻方時，使用兩個方陣，一個填入正整數1到n各n次，另一個則填入0、n、2n、3n、…、(n-1)*n各n次，儘管奇數階幻方與偶數階幻方的填入方式有所不同。
對於奇數階幻方：
第一個方陣：在第一橫列中央的方格填入1，並且往左下角不斷填入1，若超出方陣外，則向右平移n格，直到每一橫列都有一個方格填入1為止，再把所有填入1的方格右邊的格子填入2（若超出方陣外，則向左平移n格），再把所有填入2的方格右邊的格子填入3，一直到填入n為止。
第二個方陣：在第一直行中央的方格填入0，並且往右下角不斷填入1，若超出方陣外，則向上平移n格，直到每一直行都有一個方格填入0為止，再把所有填入0的方格右邊的格子填入n（若超出方陣外，則向上平移n格）。再把所有填入n的方格右邊的格子填入2n，一直到填入(n-1)*n為止。
再把兩個方陣中的數相加。
事實上，你可以將這兩個方陣中的每一個相同數字都替換為另一個數字，只要這兩個方陣中原本有出現的n個數字都仍然各出現n次即可，唯一的條件是第一個方陣中(n+1)/2這個數字，以及第二個方陣中(n-1)*n/2這個數字，不能被替換。
對於偶數階幻方：
第一個方陣：第一直行由上到下依次填入1到n，第二直行由下到上依次填入1到n，第三直行與第二直行相同，第四直行與第一直行相同，若超過四直行，則重複第一到第四直行的步驟。
第二個方陣：第一橫列由上到下依次填入0到n*(n-1)，第二橫列由下到上依次填入0到n*(n-1)，第三橫列與第二橫列相同，第四橫列與第一橫列相同，若超過四橫列，則重複第一到第四橫列的步驟。
此方法暫時只適用於4k階的幻方。
事實上，你可以將這兩個方陣中的每一個相同數字都替換為另一個數字，只要這兩個方陣中原本有出現的n個數字都仍然各出現n次即可，唯一的條件是第一個方陣中每個直行相對的兩個數字之和必須是n+1，以及第二個方陣中每個橫列相對的兩個數字之和必須是n*(n-1)。
如果是4k+2階的幻方，就必須在第二個方陣中，檢查每個直行相對的兩個數字之和為n*(n-1)的格子，對於這些格子，第一個方陣的對應格子。

#### 加邊法
當n為大於等於5的正整數時，此方法可由n-2階幻方外圍加上一圈來構造n階幻方。
以{\displaystyle 6}阶为例子，先排出{\displaystyle 4}阶的幻方，如上图，再将图中每一个数都加上{\displaystyle 8m+2=10}，有下图：

{\displaystyle {\begin{bmatrix}11&25&24&14\\22&16&17&19\\18&20&21&15\\23&13&12&26\end{bmatrix}}}

在外围加上一圈格子，把{\displaystyle 1,2,3,\dots ,8m+2}和{\displaystyle 16m^{2}+8m+3,16m^{2}+8m+4,\dots ,(4m+2)^{2}}这些数安排在外圈格子内，但要使相对两数之和等于{\displaystyle 16m(m+1)+5}。对于{\displaystyle m=1}这些数是：{\displaystyle 1,2,3,4,5,6,7,8,9,10}；{\displaystyle 27,28,29,30,31,32,33,34,35,36}。
结果如下：

{\displaystyle {\begin{bmatrix}1&9&34&33&32&2\\6&11&25&24&14&31\\10&22&16&17&19&27\\30&18&20&21&15&7\\29&23&13&12&26&8\\35&28&3&4&5&36\end{bmatrix}}}

#### 方陣合成法
當n可以分解成兩個大於等於3的正整數a與b的乘積時，此方法可由a階幻方與b階幻方來構造n階幻方。
1. 以a(k)表示a階幻方中的每一個數字加上k*a2的結果，則所有的a(k)都是幻方，且a(0)=原本的a階幻方。
2. 將b階幻方中的數字k都用幻方a(k-1)取代。

### 編程語言參考實現

#### 四階幻方全解搜索(C/C++)[1][需要較佳来源]
```
#include
<stdio.h>

int
 
a
[
17
],
b
[
17
],
m
;

void
 
s
(
int
 
i
)

{
  
/*搜索全部四階幻方，C代碼,運行時間7秒*/

    
int
 
n
=
0
,
j
=
0
;

    
while
(
++
j
<
17
)

        
if
(
!
a
[
j
])

        
{

            
a
[
b
[
i
]
=
j
]
=
1
;

            
switch
(
i
)

            
{

                
case
 
1
:
case
 
2
:
case
 
3
:
case
 
5
:
case
 
6
:
case
 
7
:
case
 
9
:
case
 
10
:
s
(
i
+
1
);
break
;

                
case
 
11
:
if
(
b
[
6
]
+
b
[
7
]
+
b
[
10
]
+
b
[
11
]
==
34
)
s
(
12
);
break
;

                
case
 
4
:
case
 
8
:
case
 
12
:
if
(
b
[
i
-3
]
+
b
[
i
-2
]
+
b
[
i
-1
]
+
b
[
i
]
==
34
)
s
(
i
+
1
);
break
;

                
case
 
13
:
if
(
b
[
1
]
+
b
[
5
]
+
b
[
9
]
+
b
[
13
]
==
34
&&
b
[
4
]
+
b
[
7
]
+
b
[
10
]
+
b
[
13
]
==
34
)
s
(
14
);
break
;

                
case
 
14
:
case
 
15
:
if
(
b
[
i
-12
]
+
b
[
i
-8
]
+
b
[
i
-4
]
+
b
[
i
]
==
34
)
s
(
i
+
1
);
break
;

                
case
 
16
:
for
(
printf
(
"
\n
"
),
++
m
;
++
n
<
17
;
n
%
4
?
0
:
printf
(
"
\n
"
))
printf
(
"%2d "
,
b
[
n
]);

             
}

             
a
[
j
]
=
0
;

        
}

}

int
 
main
(
void
)

{

    
s
(
1
);

    
printf
(
"四階幻方總數量:%d(含旋轉反射相同)"
,
m
);

    
return
 
0
;

}

```

#### 奇數階幻方算法的Java語言實現
```
/**

* @author: contribute to wikipedia according GNU

* @description:用於創建奇數階的幻方

*/

public
 
class
 
magic_squre_odd
 
{

       
static
 
int
[][]
  
matrix
;

       
static
 
int
   
n
;

       
public
 
static
 
void
 
magic_squre_odd_generate
()

       
{
 
matrix
 
=
 
new
 
int
[
n
][
n
]
;

         
//所有的數初始化為0

         
matrix
[
0
][
(
n
-
1
)
/
2
]
 
=
 
1
;

         
int
 
x
 
=
 
0
,
y
 
=
 
(
n
-
1
)
/
2
;

         
//count:記住已經插入過的數

          
for
(
int
 
count
 
=
 
2
;
 
count
<=
n
*
n
;
count
++
)

          
while
(
true
)

          
{

          
//先x-1 y+1

        	  
x
--
;

        	  
y
++
;

        	  
//判斷是否可以插入

          	  
while
(
true
)

                 
{
//循環判斷是否越界，直到一個地方不越界為止

                    
//判斷是否越界：

                    
//越上界x<0，則移到最下方x=x+n，y不變; continue

                   
if
(
x
<
0
)

                   
{

                   	
x
 
+=
 
n
;

                   	
continue
;

                   
}

                   
//越右界y>=n，則y=y-n，x不變;continue

                   
if
(
y
>=
n
)

                   
{

                   	
y
 
-=
 
n
;

                   	
continue
;

                   
}

        	    
//循環判斷是否該位置已經有數據，直到找到一個空位

                      
//如果有數據，則移到x = x + 2;y = y - 1; continue

                   
if
 
(
y
<
0
){
y
+=
n
;
continue
;}

                   
if
(
matrix
[
x
][
y
]
 
!=
 
0
 
)

                   
{

                   	
x
 
+=
 
2
;
y
 
-=
 
1
;

                   	
if
 
(
x
>=
n
){
x
-=
n
;
continue
;}

                   	
if
 
(
y
<
0
){
y
+=
n
;
continue
;}

                   	
continue
;

                   
}

                   
break
;

                 
}

                 
//將當前的count值賦給選出的空位

                      
matrix
[
x
][
y
]=
 
count
;

                      
break
;

         
}

       
}

       
public
 
static
 
void
 
print
()

       
{

        	
for
(
int
 
i
 
=
 
0
;
 
i
 
<
 
n
;
 
i
++
)

        	
{

        		
for
(
int
 
j
 
=
 
0
;
 
j
 
<
 
n
;
 
j
++
)

        	    
{

        			
//System.out.println(matrix[i][j]);

        			
System
.
out
.
print
(
matrix
[
i
][
j
]
);

        			
System
.
out
.
print
(
"_"
);

        	    
}

        		
System
.
out
.
println
();

        	
}

       
}

       
public
  
static
 
void
 
main
(
String
[]
 
args
)

       
{
   
//手工輸入n的值，並確保為奇數

             
n
 
=
 
11
;

           
magic_squre_odd_generate
();

           
print
();

       
}

}

```

以下是本算法將n設置為11時得出的11階幻方的構造結果：
```
68 81 94 107 120 1 14 27 40 53 66
80 93 106 119 11 13 26 39 52 65 67
92 105 118 10 12 25 38 51 64 77 79
104 117 9 22 24 37 50 63 76 78 91
116 8 21 23 36 49 62 75 88 90 103
7 20 33 35 48 61 74 87 89 102 115
19 32 34 47 60 73 86 99 101 114 6
31 44 46 59 72 85 98 100 113 5 18
43 45 58 71 84 97 110 112 4 17 30
55 57 70 83 96 109 111 3 16 29 42
56 69 82 95 108 121 2 15 28 41 54
```

#### 4階幻方算法的Java語言實現
```
 
/**

 * @author: contribute to wikipedia according GNU

 * @description:用於創建4階的幻方

 *

 */

 
public
 
class
 
magic_square_4m
 
{

 	
/**

 	 * @param args

 	 */

 	
static
 
int
  
matrix
[][]
;

 	
static
 
int
   
n
;

 	
static
 
void
 
magic_squre_4m_generate
()

 	
{

 	  
//初始化matrix

 		
matrix
 
=
 
new
 
int
[
n
][
n
]
;

 	  
//將matrix裡的位置用數順序排列

 	  
int
 
ini
 
=
 
0
;

 	  
for
(
int
 
i
 
=
 
0
;
 
i
 
<
 
n
;
 
i
++
)

 		  
for
(
int
 
j
 
=
 
0
;
 
j
 
<
 
n
;
 
j
++
)

 			  
matrix
[
i
][
j
]
 
=
 
++
ini
;

 		

 	  
//輸出對調前的樣子

 	  
System
.
out
.
println
(
"對調之前的樣子："
);

 	  
print
();

 	

 	  
//然後對調（僅對右上方的數進行遍歷）

 	  
for
(
int
 
i
 
=
 
0
;
 
i
 
<
 
n
;
 
i
++
)

 	      
for
(
int
 
j
 
=
 
i
 
+
 
1
;
 
j
 
<
 
n
;
 
j
++
)

 	      
{

 	    	  
if
((
 
i
 
!=
 
j
)
 
&&
 
(
i
 
+
 
j
)
 
!=
 
(
n
 
-
1
)
 
)

 	    	  
{
   
//對不在主付對角線上的數關於中心對調

 	    		  
int
 
temp
;

 	    		  
temp
 
=
 
matrix
[
i
][
j
]
;

 	    		  
matrix
[
i
][
j
]
 
=
 
matrix
[
n
 
-
1
 
-
 
i
][
n
 
-
 
1
 
-
 
j
]
;

 	    		  
matrix
[
n
 
-
1
 
-
 
i
][
n
 
-
 
1
 
-
 
j
]
 
=
 
temp
;

 	    	  
}

 		  
}

 	
}

 	

 	
public
 
static
 
void
 
print
()

 	
{

 		
for
(
int
 
i
 
=
 
0
;
 
i
 
<
 
n
;
 
i
++
)

 		
{

 			
for
(
int
 
j
 
=
 
0
;
 
j
 
<
 
n
;
 
j
++
)

 		    
{

 				
System
.
out
.
print
(
matrix
[
i
][
j
]
);

 				
System
.
out
.
print
(
"_"
);

 		    
}

 			
System
.
out
.
print
(
"\n"
);

 		
}

 	
}

 	

 	
public
 
static
 
void
 
main
(
String
[]
 
args
)
 
{

         
//這裡手動設置n的數值為4，這裡只能設置為4，因為只求4階幻方	

 		
n
 
=
 
4
;

 		
magic_squre_4m_generate
();

 		
System
.
out
.
println
(
"對調之後的樣子："
);

 		
print
();

 	
}

 
}

```

以下是本算法輸出的結果：
```
對調之前的樣子：
1_2_3_4_
5_6_7_8_
9_10_11_12_
13_14_15_16_
對調之後的樣子：
1_15_14_4_
12_6_7_9_
8_10_11_5_
13_3_2_16_
```

## 研究价值
知名华人数学家陈省身曾在数学演讲中说幻方只是一个奇迹，它在数学中没有引起更普遍深刻的影响，不属于“好的数学”。
对幻方的学习和研究一直局限于趣味数学本身，更接近数字游戏或文字游戏，缺乏与主流数学的联系(和璇玑图在中国诗歌中的地位有一些相似)。数学和物理中也有具有更多学术价值的特殊数字方阵，如推动了试验设计研究的拉丁方陣和已有应用的阿达玛矩阵，还有在量子力学中有重要价值的泡利矩阵及其推广版本盖尔曼矩阵。魔术方块则可以与群论建立联系(见魔方群)，可以作为抽象代数的入门教具，也是计算群论的研究案例之一，并非单纯的几何玩具。高性能的计算机诞生后，幻方、幻星、素数环(prime ring problem)等很多这类需要满足特殊规律的填数问题，只要所需的数字规模不大，都可以考虑通过深度优先搜索算法暴力求解和枚举。

## 艺术与流行文化
- 德国画家与雕刻家阿尔布雷希特·丢勒曾在一幅名作《忧郁》(Melencolia I)的角落中画下一个幻方。这个著名的幻方图也被知名工程数学软件MATLAB加入自己的帮助文档中。[來源請求]

### 引用
1. ↑  .   [2017-01-11]. （原始内容存档于2017-01-13） （中文（中国大陆））.
2. ↑  黄且圆. . 2015年3月2日  [2019年9月29日]. （原始内容存档于2019年9月29日） （中文（中国大陆））. 可惜幻方只是一个奇迹，它在数学中没有引起其他更普遍深刻的影响。相反地，另外一个奇迹，所有的圆、圆的周长和它的直径之比都是一个不变的数，数学上称之为圆周率，记作。这个结果可重要了，因为这个数渗透了整个数学！...幻方只是一个偶然现象，虽很巧妙，但不属于好的数学。 |journal=被忽略 (帮助)

### 延伸阅读
- 高治源. . 香港天马图书有限公司. 2004 （中文（香港））.
- 张道鑫. . 香港天马图书有限公司. 2003 （中文（香港））.
- 李杭强. . 香港天马图书有限公司. 2002 （中文（香港））.
- 林正禄. . 香港天马图书有限公司. 2001 （中文（香港））.